# Мрежов модел на база данни
Мрежовият модел на база данни е гъвкав начин за представяне на обекти и връзките между тях. Предложен е от Чарлс Бакман, който получава награда на Тюринг за него през 1973 г., а е разработен като стандартна спецификация през 1969 година от консорциума CODASYL.
Мрежовият модел надгражда йерархичния модел на бази данни, при който данните са структурирани като дърво и всеки запис има много „наследници“ и само един „родител“. За разлика от него, мрежовият модел позволява всеки запис да има и множество „родители“, с което дървовидната структура се променя в графова (по-точно в ориентиран граф).
Всеки възел в графа отговаря на колекция от записи от данни, а дъгите, свързващи възлите, представят релациите в мрежовата база данни и са от тип „едно към много“. Дъгите имат посока и първият възел се нарича „собственик“, а вторият – „член“, т.е. един запис от възела-собственик може да се свърже с множество записи във възела-член, но един запис във възела-член може да се свърже с най-много един запис във възела-собственик.
Предимствата на мрежовия модел са в бързината, с която се осъществява достъпът до данните, и във възможността за отправяне на по-сложни заявки към базата данни, отколкото са заявките към йерархични бази данни. Недостатъците на модела се свързани с наличието на излишно повтарящи се данни и с необходимостта структурата на базата да се проектира внимателно и да се познава много добре, за да може да се обхожда ефективно и да не се налага промяната ѝ в процеса на работа, тъй като това влияе на приложните програми, които работят с базата.
Основното предимство на мрежовия модел в сравнение с йерархичния е, че позволява връзките между същностите (entities) да се моделират по по-естествен начин. Въпреки че моделът е широко внедряван и използван, той не успява да се наложи по две основни причини. Първо, за своите продукти IBM избира да се придържа към йерархичния модел с полумрежови разширения. Второ, с времето моделът бива изместен от релационния модел, който предлага по-декларативен интерфейс от по-високо ниво. До началото на 1980-те предимствата по отношение на бързодействието, които йерархичните и мрежовите бази данни предлагат при ниски навигационни интерфейси, обуславят приложението им в много програми, но с повишаването на бързодействието на хардуера и поради по-голямата производителност и гъвкавост на релационния модел, мрежовият модел постепенно излиза от употреба при корпоративните приложения за бази данни.
Някои по-известни програми за работа с мрежови бази данни са:
- TurboIMAGE
- IDMS (Integrated Database Management System)
- RDM Embedded
- RDM Server
- Integrated Data Store (IDS)
- Univac DMS-1100